# Marion Cothren
Marion Cothren   (Brooklyn, 1880 - Monhegan Island, 2 d'octubre de 1949) Marion Benedict Cothren fou una activista estatunidenca sufragista, pacifista, advocada feminista i autora de llibres infantils.

## Biografia
Va créixer a Brooklyn amb els seus pares William Marsh Benedict (advocat) i Grace Dillingham Benedict (alumna de Vassar). Cothren es graduà el 1900 en el Vassar College i en la Universitat de Colúmbia (1901). Entrà en l'associació professional d'advocats de Nova York el 1909.

## Carrera
Cothren anà a Europa durant la Primera Guerra Mundial per a treballar amb la Creu Roja Internacional a Toul (estat francès), una experiència que li confirmà el seu pacifisme: "Quan al final vaig deixar França, em vaig emportar amb mi no sols l'odi teòric dels pacifistes a la guerra, sinó un odi nascut d'una aclaparadora simpatia pels qui lluitaven".
Cothren milità en la College Equal Suffrage League, de Nova York, sucursal de la Women's Trade Union League, i formà part del Club Heterodoxy, de debat feminista amb seu a Greenwich Village, també del Consell Assessor Nacional del Partit Nacional de les Dones. Fou presidenta honorària del Partit de Dones per la Pau quan es fundà el 1915, i una de les trenta dones estatunidenques que assistiren al Congrés Internacional de Dones de la Haia aquell any. Cothren també fou una defensora vocal de Margaret Sanger, i presidí la Nova York Women's Publishing Company, l'editorial de Birth Control Review, del 1918 al 1923.
Entre els seus llibres infantils, hi ha: Cher Ami : The Story of a Carrier Pigeon (1934), The Adventures of Dudley and Guilderoy (1941), Pigeon Heroes: Birds of War and Messenger of Peace (1944), Buried Treasure: The Story of America's Coal (1945), This is the Moon (1946), i Pictures of France by her Children (publicat pòstum, 1950). També escrigué The ABC of Voting, A Handbook of Government and Politics for the Women of Nova York State (1918) per a les noves votants.

## Vida personal
Marion es casà amb l'advocat Frank Howard Cothren al 1904. Va tenir una filla, Frances. Va enviduar el 1914 quan el seu espòs, que havia estat malalt, va patir una sobredosi de morfina. Durant la dècada del 1930 visqué amb l'escultora Janet Scudder a París. Tornà als Estats Units el 1940.
Va morir el 1949, a seixanta-nou anys, en un accident a Maine.